# 盐东镇
盐东镇，是中华人民共和国江苏省盐城市亭湖区下辖的一个乡镇级行政单位。

## 行政区划
盐东镇下辖以下地区：
李灶社区、中东村、兆丰村、桂英村、美满村、正洋村、曙阳村、新建村、艳阳村、生建村、坞港村、东南村和庆丰村。